# Риверо, Энрике
Энрике Риверо Перес (исп. Enrique Rivero Pérez; 16 апреля 1992, Кабесон-де-ла-Саль) — испанский футболист, полузащитник клуба «Расинг».

## Карьера
Кике — воспитанник «Расинга». В сезоне 2011/12 он дебютировал за вторую команду клуба в Терсере и внёс большой вклад в повышение команды в классе. Во второй половине сезона «Расинг» испытывал большие трудности с составом и несколько игроков второй команды были переведены в главную команду, в том числе и Кике. В Примере он дебютировал 12 апреля 2012 года в матче с «Мальоркой» (0:3). Всего в высшем испанском дивизионе Риверо провёл четыре встречи. По итогам сезона 2011/12 «Расинг» вылетел из Примеры. Кике использовался в системе ротации клуба, параллельно выступая за вторую команду клуба.
Летом 2013 года Кике вместе с группой футболистов покинул тонущий в низших испанских дивизионах «Расинг». Его новым клубом стал «Тенерифе».

## Личная жизнь
Кумиром молодого футболиста является Исмаэль Руис — известный полузащитник, серебряный призёр олимпийских игр в Сиднее, сыгравший за «Расинг» более 150 матчей.